# Pedro/Io non vivo senza te
Pedro/Maria Marì è un 45 giri della cantante pop italiana Raffaella Carrà, pubblicato nel 1980 dall'etichetta discografica CBS.

## Descrizione
I due brani, scritti rispettivamente da Franco Bracardi, Gianni Boncompagni e Paolo Ormi e da Gianni Boncompagni e Gianni Belfiore, sono stati tratti dall'album Mi spendo tutto, uscito nello stesso anno. Il brano dal testo piuttosto ironico, descrive l'avventura di una turista in vacanza a  Santa Fe, con un ragazzo di nome Pedro, il quale in un primo momento si offre come guida turistica e successivamente diventa il suo amante..Il singolo ha ottenuto un buon successo commerciale, raggiungendo la quinta posizione della classifica italiana

## Cover
Di Pedro è stata eseguita una cover all'interno della trasmissione televisiva Non è la RAI, eseguita dalla cantante Alessia Marinangeli e interpretata sul palco da Roberta Ghinazzi, e successivamente inserita nella compilation Non è la Rai (1993), mentre Io non vivo senza te è stata interpretata da Pamela Petrarolo e inserita nell'album di debutto omonimo dell'interprete nel 1994.  Nel 2018 la stessa Petrarolo ne esegue una nuova versione che viene inserita nel suo terzo album A metà.

## Tracce
Lato A
1. Pedro – 3:23 (Gianni Boncompagni, Franco Bracardi, Paolo Ormi)

Durata totale: 3:23
Lato B
1. Io non vivo senza te – 5:25 (Gianni Belfiore, Gianni Boncompagni, Paolo Ormi)

Durata totale: 5:25

## Classifiche
| Classifica (1980) | Posizione |
| ----------------- | --------- |
| Italia            | 5         |